# Leptorhoptrum
Leptorhoptrum Kulczyński, 1894 è un genere di ragni appartenente alla famiglia Linyphiidae.

## Distribuzione
L'unica specie oggi attribuita a questo genere è stata reperita in varie località della regione olartica.
Alcuni esemplari sono stati rinvenuti anche in Italia settentrionale.

## Tassonomia
Considerato un sinonimo anteriore di Nanavia Chamberlin & Ivie, 1933, a seguito di un lavoro degli aracnologi Eskov & Marusik del 1994.
A dicembre 2011, si compone di una specie:
- Leptorhoptrum robustum (Westring, 1851)[4] — Regione olartica

### Sinonimi
- Leptorhoptrum huthwaiti (O. P.-Cambridge, 1861); questi esemplari sono stati riconosciuti sinonimi di L. robustum (Westring, 1851), da uno studio dell'aracnologo Denis, 1949, dopo un analogo lavoro di Hull, 1933, effettuato sulla vecchia denominazione Leptorhoptrum robusturum[1].
- Leptorhoptrum monticola (Chamberlin & Ivie, 1933); questo esemplare è stato posto in sinonimia con Leptorhoptrum robustum (Westring, 1851) a seguito di un lavoro di Eskov & Marusik del 1994[1].
- Leptorhoptrum yasudai (Yoshida, 2001); questi esemplari, trasferiti qui dal genere Robertus appartenente alla famiglia Theridiidae, sono stati riconosciuti in sinonimia con Leptorhoptrum robustum (Westring, 1851) a seguito di un lavoro di Yoshida del 2005[1].

### Nomen dubium
- Leptorhoptrum platei (F. O. P.-Cambridge, 1899); esemplari femminili, originariamente ascritti al genere Tmeticus Menge, 1868, e reperiti alle Isole Juan Fernández, a seguito di uno studio dell'aracnologo Miller del 2007, sono da ritenersi nomina dubia, contra uno studio antecedente di Berland del 1924[1]